# Micrixalus gadgili
Micrixalus gadgili är en groddjursart som beskrevs av Pillai och Pattabiraman 1990. Micrixalus gadgili ingår i släktet Micrixalus och familjen Micrixalidae. IUCN kategoriserar arten globalt som starkt hotad. Inga underarter finns listade i Catalogue of Life.